# Odontochodaeus delphinensis
Odontochodaeus delphinensis es una especie de coleóptero de la familia Ochodaeidae.

## Distribución geográfica
Habita en Madagascar.